# Суркова Аріна Олександрівна
Суркова Аріна Олександрівна (17 липня 1998) — російська плавчиня.
Призерка Чемпіонату світу з плавання на короткій воді 2018 року.
Призерка Чемпіонату Європи з водних видів спорту 2020 року.
Чемпіонка Європи з плавання на короткій воді 2019 року.